# 细叶花叶藓
细叶花叶藓（学名：[Calymperes tenerum] 错误：{{Lang}}：文本有斜体标记（帮助））为花叶藓科花叶藓属下的一个种。

## 扩展阅读
- 維基物種上的相關：细叶花叶藓